# Miejskie Przedsiębiorstwo Komunikacyjne w Legnicy
Miejskie Przedsiębiorstwo Komunikacyjne spółka z ograniczoną odpowiedzialnością w Legnicy – spółka kapitałowa gminy Legnica, założona pod koniec 1995 roku z przekształcenia Wojewódzkiego Przedsiębiorstwa Komunikacyjnego w Legnicy. 
Przedsiębiorstwo jest operatorem obsługującym system publicznego transportu zbiorowego, dla którego organizatorem jest urząd miejski w Legnicy na podstawie umowy wieloletniej, obowiązującej do roku 2027. Obsługiwany system obejmuje miasto Legnicę oraz wybrane miejscowości na obszarze gmin: Miłkowice, Kunice, Legnickie Pole i Prochowice.

## Historia

### Geneza
Miejskie Przedsiębiorstwo Komunikacyjne w Legnicy powstało z przekształcenia Wojewódzkiego Przedsiębiorstwa Komunikacyjnego w Legnicy. Spółka kontynuuje działalność operatorów publicznej komunikacji miejskiej w Legnicy funkcjonujących od 1898 roku.

### Forma organizacyjna
Przedsiębiorstwo w formie spółki z ograniczoną odpowiedzialnością powstało na mocy aktu notarialnego z 18 grudnia 1995. Organem założycielskim spółki został prezydent miasta. Przedsiębiorstwo rozpoczęło działalność 1 stycznia 1996 r., przejmując majątek, pracowników i obsługę linii komunikacyjnych likwidowanego z końcem 1995 roku Wojewódzkiego Przedsiębiorstwa Komunikacyjnego.

### Własność
W latach 1996–1998 spółka w całości należała do gminy Legnicy. 
W ramach postępowania przetargowego na dostarczenie 30 nowych autobusów niskopodłogowych w 1998 roku, jednym z kryteriów wyboru zwycięzcy (o wadze 40%) było zaangażowanie kapitałowe w restrukturyzację spółki. Postępowanie wygrała spółka Neoplan Polska (później przekształcona w Solaris Bus & Coach sp. z o.o.), która dokapitalizowała spółkę środkami umożliwiającymi zakup trzech dodatkowych pojazdów, obejmując w ten sposób 6% udziałów w MPK. 
Zmiany w prawie spowodowały, że MPK jako przedsiębiorstwo niebędące w pełni własnością miasta, dla dalszej obsługi zadań dla gminy Legnica zobowiązane było startować w przetargach. 27 września 2017 r. gmina Legnica wykupiła udziały należące do Solaris Bus & Coach sp. z o.o.

## Działalność

### Komunikacja miejska
Organizatorem publicznego transportu zbiorowego obsługiwanego przez Miejskie Przedsiębiorstwo Komunikacyjne w Legnicy jest Urząd Miasta Legnicy. 
Roczny wymiar usług przewozowych na terenie miasta Legnicy i gmin z którymi zostały podpisane porozumienia, według umowy wynosi 3 279 972 wozokilometrów rocznie i według zapisów umowy może być zmieniana o 10% w stosunku do planowanej pracy eksploatacyjnej. 

### Komunikacja zamiejska
Miejskie Przedsiębiorstwo Komunikacyjne przejęło część podmiejskich i międzymiastowych linii autobusowych (nazywanych przez spółkę i władze miasta określeniem linii zamiejskich), uprzednio obsługiwanych przez Wojewódzkie Przedsiębiorstwo Komunikacyjne. Na skutek konkurencji skomercjalizowanych przedsiębiorstw powstałych z dawnej Państwowej Komunikacji Samochodowej, rozwoju prywatnych przewoźników drogowych oraz zwiększenia popularności transportu indywidualnego gminy rezygnowały z dofinansowania, a MPK – z prowadzenia komercyjnych połączeń zamiejskich.
Zmiana aktów prawnych regulujących publiczny transport zbiorowy wymusiła oddzielenie przewozów komercyjnych od realizowanych w ramach komunikacji miejskiej. W roku 2014 i później gmina Legnica zawarła porozumienie międzygminne w sprawie organizacji publicznego transportu zbiorowego na obszarze gmin uprzednio obsługiwanych komercyjnie .

## Finansowanie
Podstawowym źródłem przychodów MPK sp. z o.o. w Legnicy jest świadczenie usług w zakresie publicznego transportu zbiorowego na terenie miasta Legnicy oraz gmin: Kunice, Legnickie Pole, Miłkowice i Prochowice, z którymi Legnica podpisała porozumienia międzygminne w sprawie realizacji zadań dotyczących lokalnego transportu zbiorowego. 
Przedsiębiorstwo z tytułu działalności podstawowej uzyskuje wpływy ze sprzedaży biletów oraz dotacje, wynikające z umów z gminami oraz właścicielem sieci handlowej Auchan, które stanowiły w 2017 r. około 95% ogółu przychodów. 

## Majątek

### Tabor autobusowy
Początkowo tabor autobusowy przedsiębiorstwa składał się z przejętych po WPK autobusach Ikarus 280 oraz grupie autobusów marki Jelcz: PR110, M11, L11, 120M oraz mikrobusu na bazie Mercedes-Benz Vario. 
W pierwszym roku działalności zakupiono 1 prototypowy autobus Jelcz 120M oraz 6 sztuk Jelczy M121M. Rok później zakupiono trójosiowego Neoplana N4020. Dostawa 28 autobusów marki Neoplan: N4016TD oraz N4020TD pozwoliła wycofać z eksploatacji wszystkie pojazdy Jelcz PR110 oraz część Ikarusów 280. 
Dalsze zakupy pojazdów takich jak: Solaris Urbino 10 (cztery dostawy), Solaris Urbino 12 (od jednej do kilku sztuk rocznie) oraz MAN NL 223 (jednorazowo 5 sztuk), położyły kres eksploatacji ostatnich autobusów marki Jelcz. 
W latach 2007–2008 zastąpiono autobusy Ikarus 280 sprowadzonymi z Niemiec używanymi pojazdami MAN NG xx2 (3 szt.) oraz MAN NG xx3(1 szt.). Do obsługi mniej uczęszczanych linii zakupiono w roku 2010 minibusy Autosan Wetlina (2 szt.).
. 
| Typ autobusu                                | Rok produkcji                               | Początek eksploatacji                       | Udogodnienia                                | Numery taborowe                             | Liczba egzemplarzy |
| Neoplan N4020TD                             | 1998                                        | 1998                                        | przewóz osób na wózkach                     | 104, 106, 107, 110, 111                     | 5                  |
| Solaris Urbino 10 II                        | 2003                                        | 2003                                        | przewóz osób na wózkach                     | 303                                         | 1                  |
| Solaris Urbino 10 II                        | 2004                                        | 2004                                        | przewóz osób na wózkach                     | 304-306                                     | 3                  |
| Solaris Urbino 10 III                       | 2006                                        | 2006                                        | przewóz osób na wózkach                     | 307-310                                     | 4                  |
| Solaris Urbino 10 III                       | 2013                                        | 2014                                        | przewóz osób na wózkach                     | 311, 312                                    | 2                  |
| Solaris Urbino 12 III                       | 2011                                        | 2011                                        | przewóz osób na wózkach                     | 231                                         | 1                  |
| Solaris Urbino 12 III                       | 2013                                        | 2013                                        | przewóz osób na wózkach                     | 232, 233                                    | 2                  |
| Solaris Urbino 12 III                       | 2013                                        | 2014                                        | przewóz osób na wózkach                     | 234-237                                     | 4                  |
| Solaris Urbino 12 III                       | 2013                                        | 2015                                        | przewóz osób na wózkach                     | 238                                         | 1                  |
| Solaris Urbino 15 III                       | 2014                                        | 2014                                        | przewóz osób na wózkach                     | 113                                         | 1                  |
| Solaris Urbino 15 III                       | 2016                                        | 2016                                        | przewóz osób na wózkach                     | 114, 115                                    | 2                  |
| Solaris Urbino 15 III                       | 2018                                        | 2018                                        | przewóz osób na wózkach                     | 117, 118                                    | 2                  |
| Solaris Urbino 15 III                       | 2013                                        | 2020                                        | przewóz osób na wózkach                     | 119                                         | 1                  |
| Mercedes Sprinter / Automet Cityliner       | 2016                                        | 2016                                        | przewóz osób na wózkach                     | 032                                         | 1                  |
| Solaris Urbino 12 IV                        | 2016                                        | 2016                                        | przewóz osób na wózkach                     | 239-250                                     | 12                 |
| Solaris Urbino 12 IV                        | 2017                                        | 2018                                        | przewóz osób na wózkach                     | 251, 252                                    | 2                  |
| Solaris Urbino 12 IV Hybrid                 | 2018                                        | 2018                                        | przewóz osób na wózkach                     | 253-256                                     | 4                  |
| Solaris Urbino 18 III                       | 2008                                        | 2018                                        | przewóz osób na wózkach                     | 509                                         | 1                  |
| MAN Lion's City C                           | 2016                                        | 2020                                        | przewóz osób na wózkach                     | 120                                         | 1                  |
| Solaris Urbino 18 IV                        | 2017                                        | 2021                                        | przewóz osób na wózkach                     | 510, 511                                    | 2                  |
| Solaris Urbino 18 IV                        | 2017                                        | 2022                                        | przewóz osób na wózkach                     | 512, 513                                    | 2                  |
| Solaris Urbino 8,9 LE III                   | 2014                                        | 2022                                        | przewóz osób na wózkach                     | 313                                         | 1                  |
| Solaris Urbino 18 IV                        | 2020                                        | 2024                                        | przewóz osób na wózkach                     | 514                                         | 1                  |
| Solaris Urbino 12 Electric                  | 2024                                        | 2024                                        | przewóz osób na wózkach                     | 901-905                                     | 5                  |
| Solaris Urbino 12 Electric                  | 2024                                        | 2025                                        | przewóz osób na wózkach                     | 906                                         | 1                  |
| Suma pojazdów                               | Suma pojazdów                               | Suma pojazdów                               | Suma pojazdów                               | Suma pojazdów                               | 62                 |
| Udział autobusów niskopodłogowych we flocie | Udział autobusów niskopodłogowych we flocie | Udział autobusów niskopodłogowych we flocie | Udział autobusów niskopodłogowych we flocie | Udział autobusów niskopodłogowych we flocie | 100%               |

(stan taborowy aktualny na 10.03.2025 r.)